# Campionato serbo-montenegrino maschile di pallanuoto
Il campionato serbo-montenegrino di pallanuoto maschile è stata la principale competizione nazionale di pallanuoto per squadre di club disputata nella Repubblica Federale di Jugoslavia, seguita al disfacimento della Jugoslavia socialista, e nella federazione di Serbia e Montenegro.
Il primo campionato è stato disputato nel 1992, l'ultimo, vinto dallo Jadran Herceg Novi, nel 2006. La squadra più titolata è stata il VK Bečej, unica squadra della federazione capace in questo periodo di vincere una Coppa dei campioni.

## Albo d'oro
Repubblica Federale di Jugoslavia
- 1992 :  Stella Rossa
- 1993 :  Stella Rossa
- 1994 :  Budva
- 1995 :  Partizan
- 1996 :  Bečej
- 1997 :  Bečej
- 1998 :  Bečej
- 1999 :  Bečej
- 2000 :  Bečej
- 2001 :  Bečej
- 2002 :  Partizan

 Serbia e Montenegro
- 2003 :  Jadran H.N.
- 2004 :  Jadran H.N.
- 2005 :  Jadran H.N.
- 2006 :  Jadran H.N.

### Vittorie
| Pos. | Squadra      | Vittorie |
| ---- | ------------ | -------- |
| 1    | Bečej        | 6        |
| 2    | Jadran H.N.  | 4        |
| 3    | Stella Rossa | 2        |
| 3    | Partizan     | 2        |
| 5    | Budva        | 1        |